# Samarra-Stauwehr
Koordinaten: 34° 11′ 45″ N, 43° 51′ 2″ O

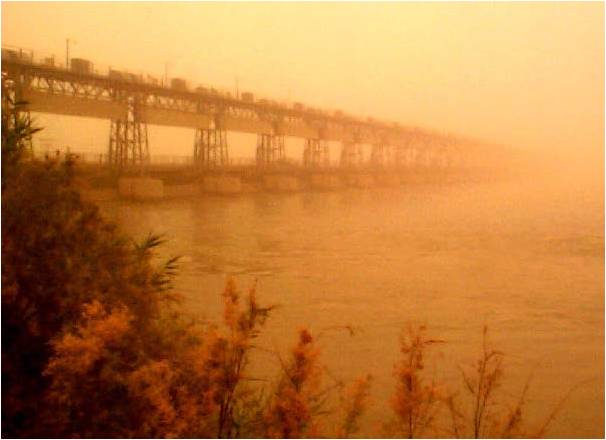
Sammara-Staustufe

Das Samarra-Stauwehr (arabisch سد سامراء, DMG Sadd Sāmarrāʾ) steht am Tigris westlich von Samarra im Irak. Es diente ursprünglich primär dem Hochwasserschutz der flussabwärts liegenden Gebiete und Orte, insbesondere von Bagdad, indem die Hochwasserwelle über den 75 km langen Tharthar-Kanal in den südlichen Bereich des Tharthar-Sees geleitet werden kann. Außerdem enthält es ein Laufwasserkraftwerk.
Das Stauwehr selbst hat fast kein Stauvolumen. Durch den inzwischen rund 300 km flussaufwärts gebauten Mosul-Damm hat es seine Bedeutung als Hochwasserschutz weitgehend verloren, dient aber noch der Überleitung von Wasser aus dem Tigris über den Tharthar-See in den Euphrat.
Das von 1953 bis 1956 nach den Plänen des britischen Ingenieurbüros Coode & Partners von Züblin erstellte Bauwerk besteht aus drei Teilen, einem 265 m langen geradlinigen Stauwehr im Tigris mit 17 Toren und einer Fischtreppe, dem Laufwasserkraftwerk sowie dem 500 langen Einlaufbauwerk zu den Kanälen mit 36 Toren.
An dem Stauwehr beginnen außerdem der deutlich kleinere Ishaki-Fluss sowie der Ishaki-Kanal, in seiner zweiten Hälfte Haka-Kanal genannt, der zu Bewässerungszwecken zunächst parallel zum Tharthar-Kanal, dann aber über 30 km in südlicher Richtung verläuft, um schließlich nach Westen abzubiegen und in den Tharthar-See-Kanal zu münden.
Im April 2015 errang der IS die Kontrolle über den Damm.